# Гребля Талгар
Гребля Талгар – селезахисна споруда на півдні Казахстану.
Селеві явища є типовими для північних схилів Заілійського Алатау, тому тут споруджено цілий ряд захисних споруд. Однією з них є гребля на річці Талгар, яка станом на 1993 рік знаходилась у недобудованому стані. 6 липня 1993-го на морені льодовика Безіменний стався прорив озера ємністю біля 100 тис м3, після чого по долині річок Орта-Талгар та Талгар пройшло кілька селевих хвиль з максимальною витратою біля 2000 м3/с. Втім, недобудована гребля змогла затримати більшу частину селевої маси – біля 2 млн тон. Хоча частина потоку змогла пройти далі та завдати матеріальних збитків, проте максимальна витрата селю становила не більше 300  м3/с.
Є відомості, що роботи на будівництві греблі Талгар відновили в 1996 році, втім, її завершення відбулось лише в 2006-му. У підсумку долину річки перекрили комбінованою спорудою висотою 45 метрів та довжиною біля трьох з половиною сотень метрів, яка включає кілька секцій – бічні насипні та центральну залізобетонну завдовжки дещо більше за сотню метрів. Бетонна секція не є монолітною, а складається із кількох рядів відкритих зверху комірок різної висоти (чим далі від селесховища тим нижче), що мають затримувати каміння, яке несе з собою сель. Під час будівництва використали 113 тис м3 залізобетону та на порядок більше насипного матеріалу.
За проектом гребля має затримати до 8,5 млн м3 селевої маси.